# Operação Orquídea (missão diplomatica)
A operação Orquídea, também referida como operação Capricornio C-7 foi uma operação secreta levada a cabo pelo segundo governo de Carlos Andrés Pérez em Nicarágua em 1990 e coordenada pelo ministro de Relações Exteriores, Reinaldo Figueredo para reforçar a segurança física da presidenta Violeta Chamorro.

## História
Após que as Forças Armadas de Venezuela considerassem a missão perigosa e declinaran sua participação, o presidente Carlos Andrés Pérez enviou um contingente especial por ordem própria.
O contingente policial venezuelano chegou a Managua para reforçar a segurança física da recém eleita presidenta Violeta Chamorro durante sete meses. Leste esteve integrado por 40 efetivos do grupo CETA de ações especiais da Polícia Metropolitana, 14 servidores públicos do grupo Comando da Direção dos Serviços de Inteligência e 4 experientes em explosivos, membros também da polícia.
Freddy Bernal foi um dos participantes, declarando que falou com a presidenta Chamorro «e lhe disse que em caso de urgência a íamos a asilar», no entanto ela se negou a abandonar o país em nenhum caso, pelo que Bernal depois deu «instruções para que se a presidenta se punha terca a metessem numa embaixada, porque ela era responsabilidade nossa».
Efetivos da Frente Sandinista de Libertação Nacional entregaram-lhes armas aos efetivos venezuelanos e treinaram-nos. Dita operação foi descoberta e foi pesquisada durante o julgamento ao presidente Pérez, onde se comprovou o uso de 250 milhões de bolívares pertencentes ao orçamento do Ministério de Relações Interiores de Venezuela para financiar as eleições em Nicarágua e apoiar ao governo Violeta Chamorro, o que terminou na destituição a Pérez e sua detenção domiciliária.